# Bel Kyesang Dongtsab
 (avril 2019).
Bel Kyesang Dongtsab (tibétain : འབལ་སྐྱེས་ཟང་སྡོང་ཚབ, Wylie : vbal skyes zang ldong tshab) ou Bel Dongtsab, décédé en 755, est un homme politique et un officier de l'Empire du Tibet.  Il est lönchen (བློན་ཆེན་, blon chen, lönchen, chancelier du Tibet) de 747 à 755.